# Einsatzfähigkeit
Unter dem Begriff der militärischen Einsatzfähigkeit (NATO englisch operational readiness) versteht man in deutschsprachigen Streitkräften die Tauglichkeit von Wehrmaterial zur Nutzung oder Verwendung im Sinne der Auftragserfüllung, wobei der Bewertungsgrad der Einsatzfähigkeit von einsatzfähig bis nicht einsatzfähig reichen kann.
Anmerkung
Der Begriff ist nicht mit militärischer Einsatzbereitschaft (NATO-Bezeichnung: combat readiness) im Sinne von Gefechtsbereitschaft zu verwechseln.

## Einzelnachweis
1. ↑  HDv 100/900, Definition: „Einsatzfähigkeit“.